# رينيه معوض
رينيه معوض (17 مارس 1925 - 22 نوفمبر 1989)، رئيس الجمهورية اللبنانية من 5 نوفمبر 1989 إلى 22 نوفمبر 1989، انتخب سنة 1989 رئيساً للجمهورية وكان بذلك هو أول رئيس للبنان بعد اتفاق الطائف، لكنه اغتيل بعد أيام قليلة في انفجار استهدف موكبه. انتخب قبل ذلك عدة مرات في المجلس النيابي.

## الولادة وحياته الاجتماعية
ولد في 17 مارس 1925 في زغرتا.
تلقى دروسه الابتدائية في معهد الفرير في طرابلس ثم علومه التكميلية والثانوية في معهد الآباء العازاريين في عينطورة. تخرج من كلية الحقوق في جامعة القديس يوسف، وتدرج في مكتب دولة الرئيس عبد الله اليافي.
تزوج في العام 1965 من السيدة نائلة عيسى الخوري (الوزيرة نائلة معوض)، ورزق ولدين هما: ريما وميشال.

## نشاطه السياسي

### نائب في البرلمان اللبناني
دخل المعترك السياسي في العام 1951 وانتخب للمرة الأولى نائباً عن زغرتا سنة 1957. أعيد انتخابه في الأعوام 1960 و1964 و1968 و1972 آخر انتخابات نيابية جرت في لبنان بسبب استحالة إجراء انتخابات نيابية جديدة نظراً للحرب الأهلية والأحداث المأساوية التي شهدها البلاد منذ العام 1975 وحتى اتفاق الطائف وحل الميليشيات.

### وزيرا
وكان قد تسلم من العام 1961 حتى أواخر العام 1964 حقيبة البرق والبريد والهاتف في حكومة الرئيس رشيد كرامي في عهد الرئيس فؤاد شهاب.
وفي العام 1969 تسلم حقيبة العمل والشؤون الاجتماعية ثم الأشغال العامة في العام نفسه في حكومتي الرئيس كرامي في عهد الرئيس شارل حلو. وفي العام 1980 عُيِّن وزيراً للتربية الوطنية والفنون الجميلة في حكومة الرئيس شفيق الوزان في عهد الرئيس إلياس سركيس.

### رئيسا للجمهورية
انتخب رئيساً للجمهورية اللبنانية بعد اتفاق الطائف في 5 نوفمبر 1989 في مطار القليعات في الشمال، واغتيل يوم عيد الاستقلال في 22 نوفمبر 1989، أي بعد سبعة عشر يوماً من انتخابه، بعد خروجه من القصر الحكومي المؤقت في منطقة الصنائع.

### مهمات خاصة
كان الرئيس معوض بحكم علاقاته الشخصية وبفعل قدرته على التفاوض والحوار، موضع ثقة مختلف الفاعليات وخصوصاً القيّمين على مقاليد الحكم في لبنان، نظراً إلى وضوح خطه الوطني وتشبثه بالثوابت والمسلمات الوطنية التي جسدها فعل إيمان في كل عمل ديبلوماسي داخل الوطن أو خارجه. كان رمزاً للاعتدال متفهماً لعمق وأبعاد وأصول اللعبة السياسية في منطقة الشرق الأوسط عموماً وفي لبنان خصوصاً، ولذلك قد كُلّف بمهمات سياسية دقيقة نظراً إلى الثقة التي كان يحظى بها في مختلف العهود، ومن هذه المهمات:
- الأولى والثانية من قبل الرئيس فؤاد شهاب لدى الرئيس المصري جمال عبد الناصر.
- الثالثة من قبل الرئيس فؤاد شهاب إلى الأرجنتين.
- الرابعة من قبل الرئيس إلياس سركيس لدى رؤساء اثنتي عشرة دولة عربية من أجل التحضير للقمة العربية العاشرة في تونس ودعم ورقة العمل اللبنانية حول الوضع الخطير في جنوب لبنان.

## الاغتيال
اغتيل رينيه معوّض، في 22 نوفمبر/ تشرين الثاني 1989 وكان قد مضى على انتخابه 17 يومًا فقط. غادر يومها احتفالًا أُقيم بمناسبة ذكرى الاستقلال، لكن عبوة ناسفة كانت في انتظاره في محلة الصنايع بالعاصمة بيروت، قذفت سيارته المصفحة أمتارًا، فقتل على الفور مع عدد من مرافقيه وآخرين.

## طالع
- حديقة رينيه معوض

## وصلات خارجية
- مؤسسة رينيه معوض
- رينيه معوض في موقع Ehden Family Tree

| المناصب السياسية | المناصب السياسية              | المناصب السياسية   |
| ---------------- | ----------------------------- | ------------------ |
| سبقه أمين الجميّل | رئيس الجمهورية اللبنانية 1989 | تبعه إلياس الهراوي |